# Maria Gardfjell
Anna Karin Maria Gardfjell, född 17 augusti 1965 i Örnsköldsvik, är en svensk politiker (miljöpartist), som var ordinarie riksdagsledamot 2018–2022, invald för Uppsala läns valkrets. Hon var kommunalråd i Uppsala kommun från 2010 till 2018.
Gardfjell är utbildad biolog och geovetare och har bland annat varit projektledare för Naturskyddsföreningens Handla Miljövänligtkampanj och miljömärket Bra Miljöval, varit informationschef på KRAV, miljöinformationsansvarig på Konsumentverket, projektledare för Änglamark på Coop Sverige, soloföretagare samt pressekreterare på Miljöpartiets riksdagskansli för bland andra språkrören Maria Wetterstrand och Peter Eriksson. Hon har bott i Uppsala sedan 1993.
Hon blev vald till riksdagsledamot i valet 2018, tack vare personkryss. I riksdagen var hon förste vice ordförande i miljö- och jordbruksutskottet. Gardfjell var suppleant i bland annat EU-nämnden, försvarsutskottet, näringsutskottet, trafikutskottet och utrikesutskottet.
Gardfjell valde att inte kandidera för omval i riksdagsvalet 2022.